# ملادن رودونیا
ملادن رودونیا (انگلیسی: Mladen Rudonja؛ زادهٔ ۲۶ ژوئیهٔ ۱۹۷۱) یک بازیکن فوتبال بازنسته اهل اسلوونی است.
وی همچنین سابقه‌ی حضور در تیم ملی فوتبال اسلوونی را دارد و برای این تیم در رقابت‌های جام ملت‌های اروپا ۲۰۰۰ و جام جهانی فوتبال ۲۰۰۲ به میدان رفته است.